# 山郷駅
山郷駅（やまさとえき）は、鳥取県八頭郡智頭町中原にある、智頭急行智頭線の駅である。

## 歴史
- 1994年（平成6年）12月3日：開業[1][2]。

## 駅構造
単式ホーム1面1線を持つ地上駅であるが、ホームは掘割部分にあるため、ホームへ入る際には階段を下りることになる。無人駅で駅舎、自動券売機等の乗車券購入設備、トイレ、飲料の自動販売機はない。

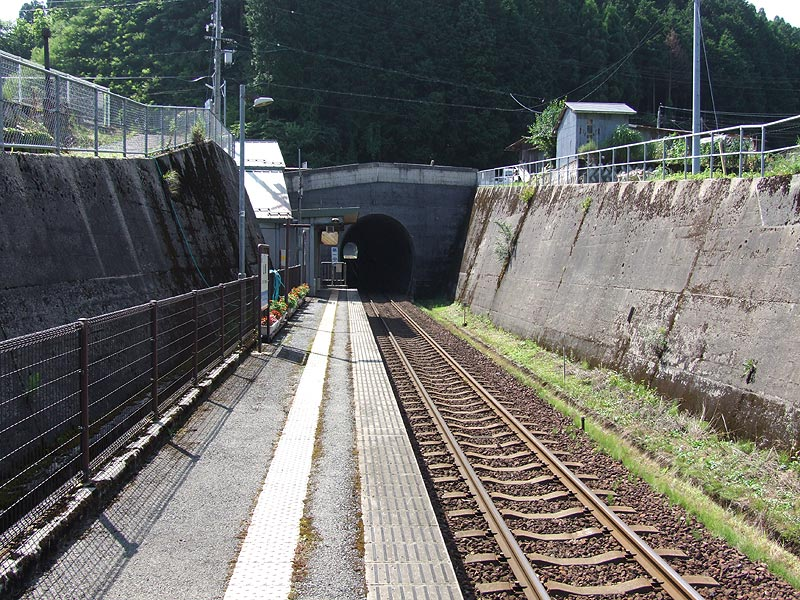
ホーム（2008年8月）

## 利用状況
| 1日乗降人員推移 | 1日乗降人員推移 |
| 年度            | 1日平均人数     |
| --------------- | --------------- |
| 2018年          | 14              |

## 駅周辺
山間の集落にあり、駅東側を国道373号が通る。駅入口は鳥取・岡山県道7号線に面しており、智頭町立子育て支援センター（ほほえみ）が隣接する。なお、駅付近にある中原集落は山郷地区では最も大きな集落である。
- 智頭町立子育て支援センター（ほほえみ）[4]
- R373やまさと[6][7]（旧智頭町立山郷小学校）
- 山郷簡易郵便局
- 鳥取自動車道智頭南IC
- 鳥取自動車道福原PA・福原バスストップ
- 中原観音堂
- 中原神社
- 国道373号
- 鳥取県道・岡山県道7号智頭勝田線
- 智頭町民すぎっ子バス「中原」停留所
- 千代川
- 横瀬川

## 隣の駅
智頭急行
■智頭線
あわくら温泉駅 - 山郷駅 - 恋山形駅